# 레 왕조의 왕국 통일
《레 왕조의 왕국 통일》(베트남어: Hoàng Lê nhất thống chí / Unification du Royaume sous les Lê), 다른 이름은 《애넘 왕국의 왕국 통일(Unification du Royaume sous les Annam)》는 약 18세기 말에서 19세기 초에 작성된 베트남의 역사 소설이다. 저자는 응오티찌, 응오티주, 응오티념 삼형제이다. 당시 후 레 왕조가 멸망하고 떠이선 왕조가 흥기하던 때의 역사적 고사를 묘사하고 있다.